# Roma (serial)
Roma este un serial de televiziune HBO din 2005–2007, o dramă istorică creată de John Milius, William J. MacDonald și Bruno Heller. Serialul are loc plasat în secolul I î.Hr., în timpul trecerii Romei Antice de la Republică la Imperiu.

## Prezentare
Serialul prezintă în primul rând viețile și faptele celor bogați, puternici și semnificativi din punct de vedere istoric, dar se concentrează și pe viețile, averile, familiile și cunoștințele a doi oameni obișnuiți: Lucius Vorenus și Titus Pullo, versiuni ficțive bazate pe doi romani, soldați menționați în Commentarii de Bello Gallico de Cezar. Ficționalii Vorenus și Pullo reușesc să fie martori și să influențeze adesea multe dintre evenimentele istorice prezentate în serial (dar nu și în realiate), acest lucru este considerat o licență dramatică.
Primul sezon înfățișează Războiul Civil Roman al lui Cezar din 49 î.Hr. împotriva fracțiunii conservatoare tradiționaliste din Senatul Roman (Optimates), ascensiunea sa la putere ca dictator al Romei și căderea sa, care acoperă perioada de la sfârșitul Războaielor Galice (52 î.Hr. sau 701 ab urbe condita) până la asasinarea sa la 15 martie 44 î.Hr. (infama zi de Idele lui Marte). Pe fundalul acestor evenimente cataclismice, vedem și primii ani ai tânărului Octavian, care este destinat să devină Augustus, primul împărat al Romei. 
Al doilea sezon prezintă lupta pentru putere dintre Octavian și Marcus Antonius după asasinarea lui Cezar, cuprinzând perioada de la moartea lui Cezar în 44 î.Hr. până la sinuciderea lui Marcus Antonius și a Cleopatrei în 30 î.Hr. după înfrângerea lor în bătălia de la Actium.

## Distribuție
- Kevin McKidd – Lucius Vorenus
- Ray Stevenson – Titus Pullo

Lucius Vorenus (dr.) și Titus Pullo (st.)

- Ciarán Hinds – Iulius Cezar (sezonul 1; invitat în sezonul 2)
- Kenneth Cranham – Pompei Magnus (sezonul 1)
- Polly Walker – Atia (mama lui Augustus)
- James Purefoy – Marcus Antonius
- Tobias Menzies – Marcus Junius Brutus
- Max Pirkis (sezonul 1; invitat în sezonul 2) și Simon Woods (sezonul 2) – Gaius Octavian (Augustus)
- Lindsay Duncan – Servilia – mama lui Junius Brutus, amanta lui Iulius Cezar căsătorit, dușmana lui Atia of the Julii.
- Lyndsey Marshal – Cleopatra
- Indira Varma –  Niobe Vorena (sezonul 1; sezonul 2)
- Nicholas Woodeson – Posca – Un sclav grec al lui Iulius Caesar
- Kerry Condon – Octavia, fiica lui Atia, sora lui Gaius Octavian
- Rick Warden – Quintus Pompei, fiul lui Pompei
- Karl Johnson – Cato cel Tânăr
- David Bamber – Marcus Tullius Cicero
- Lee Boardman – Timon

## Prezentare generală

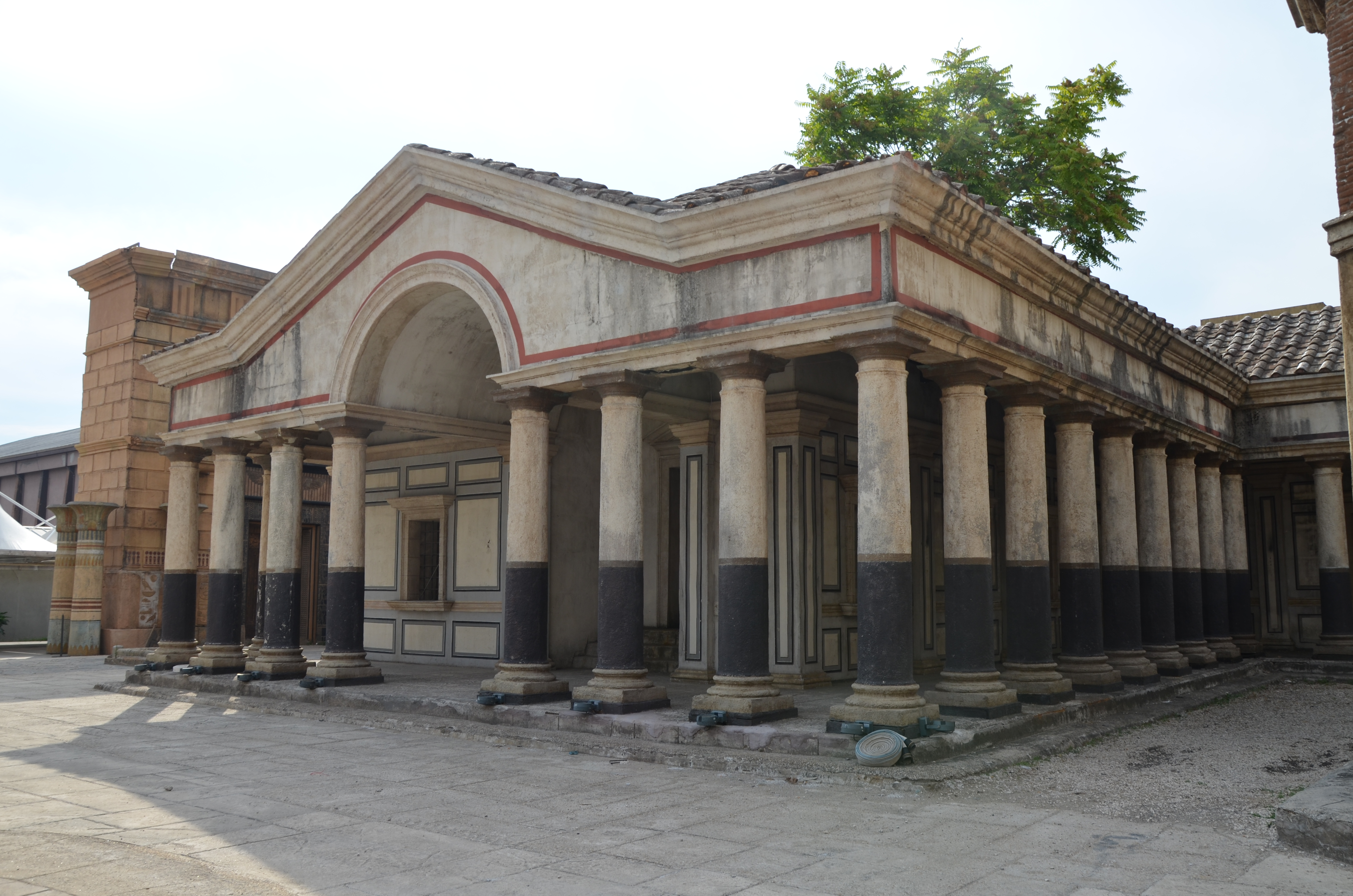
Platouri de filmare Cinecittà

| Sezonul | Sezonul | Episoade | Episoade | Premiera TV      | Premiera TV       |
| Sezonul | Sezonul | Episoade | Episoade | Prima transmisie | Ultima transmisie |
| ------- | ------- | -------- | -------- | ---------------- | ----------------- |
|         | 1       | 12       | 12       | 28 august 2005   | 20 noiembrie 2005 |
|         | 2       | 10       | 10       | 14 ianuarie 2007 | 25 martie 2007    |

## Episoade

### Sezonul 1 (2005)
| Nr. în serial | Nr. în sezon | Titlu                     | Regizat de     | Scris de                    | Data difuzării     | US telespectatori (milioane) |
| ------------- | ------------ | ------------------------- | -------------- | --------------------------- | ------------------ | ---------------------------- |
| 1             | 1            | „Vulturul furat”          | Michael Apted  | Bruno Heller                | 28 august 2005     | 3.81                         |
| 2             | 2            | „Prăbușirea republicii”   | Michael Apted  | Bruno Heller                | 4 septembrie 2005  | 3.03                         |
| 3             | 3            | „La porțile Romei”        | Michael Apted  | Bruno Heller                | 11 septembrie 2005 | 2.58                         |
| 4             | 4            | „Să furi de la Saturn”    | Julian Farino  | Bruno Heller                | 18 septembrie 2005 | 2.53                         |
| 5             | 5            | „Misiunea secretă”        | Allen Coulter  | Bruno Heller                | 25 septembrie 2005 | 2.29                         |
| 6             | 6            | „Egeria”                  | Alan Poul      | John Milius și Bruno Heller | 2 octombrie 2005   | 2.06                         |
| 7             | 7            | „Farsalia”                | Tim Van Patten | David Frankel               | 9 octombrie 2005   | 2.43                         |
| 8             | 8            | „Micul Cezar”             | Steve Shill    | William J. MacDonald        | 16 octombrie 2005  | 2.46                         |
| 9             | 9            | „Utica”                   | Jeremy Podeswa | Alexandra Cunningham        | 30 octombrie 2005  | 2.75                         |
| 10            | 10           | „Triumful”                | Alan Taylor    | Adrian Hodges               | 6 noiembrie 2005   | 2.23                         |
| 11            | 11           | „Veteranii”               | Mikael Salomon | Bruno Heller                | 13 noiembrie 2005  | 2.21                         |
| 12            | 12           | „Calendele lui februarie” | Alan Taylor    | Bruno Heller                | 20 noiembrie 2005  | 2.59                         |

### Sezonul 2 (2007)
| Nr. în serial | Nr. în sezon | Titlu                                    | Regizat de     | Scris de           | Data difuzării    | US telespectatori (milioane) |
| ------------- | ------------ | ---------------------------------------- | -------------- | ------------------ | ----------------- | ---------------------------- |
| 13            | 1            | „Paștele”                                | Tim Van Patten | Bruno Heller       | 14 ianuarie 2007  | 1.50                         |
| 14            | 2            | „Fiul lui Hades”                         | Allen Coulter  | Bruno Heller       | 21 ianuarie 2007  | 2.10                         |
| 15            | 3            | „Cuvintele lui Marcus Tullius Cicero”    | Alan Poul      | Scott Buck         | 28 ianuarie 2007  |                              |
| 16            | 4            | „Broasca țestoasă și iepurele”           | Adam Davidson  | Todd Ellis Kessler | 4 februarie 2007  |                              |
| 17            | 5            | „Eroii Republicii”                       | Alik Sakharov  | Mere Smith         | 11 februarie 2007 | N/A                          |
| 18            | 6            | „Filipi”                                 | Roger Young    | Eoghan Mahony      | 18 februarie 2007 |                              |
| 19            | 7            | „Masca mortuară”                         | John Maybury   | Scott Buck         | 4 martie 2007     |                              |
| 20            | 8            | „O ficțiune necesară”                    | Carl Franklin  | Todd Ellis Kessler | 11 martie 2007    |                              |
| 21            | 9            | „Niciun zeu nu poate opri un om flămând” | Steve Shill    | Mere Smith         | 18 martie 2007    |                              |
| 22            | 10           | „Despre tatăl vostru”                    | John Maybury   | Bruno Heller       | 25 martie 2007    | 2.40                         |